# Дыбово (Старозагорская область)
Дыбово (болг. Дъбово) — село в Болгарии. Находится в Старозагорской области, входит в общину Мыглиж. Население составляет 1 175 человек.

## Политическая ситуация
В местном кметстве Дыбово, в состав которого входит Дыбово, должность кмета (старосты) исполняет Тонё Пенчев Бенев (Демократическая партия (ДП)) по результатам выборов.
Кмет (мэр) общины Мыглиж — Стойчо Иванов Цанев (Болгарская социалистическая партия (БСП)) по результатам выборов.